# عبد الله بن الربيع بن زياد الحارثي
عبد الله بن الربيع بن زياد الحارثي
لما حضرة الوفاة الربيع بن زياد ، استخلف ابنه عبد الله ابن الربيع فولى شهرين ثم مات عبد الله فقدم عهده من قبل زياد على خراسان وهو يدفن، واستخلف عبد الله بن الربيع على خراسان خليد بن عبد الله الحنفي للمره الثانية وقد تولاها خليد سابقا، فاقره زياد عليها ولم تطل ولايته.
| سبقه الربيع بن زياد الحارثي | ولاة خراسان | تبعه عبيد الله بن زياد |